# Hyundai Tucson
Hyundai Tucson (korejsky: 현대 투싼) je kompaktní crossover SUV, které od roku 2004 vyrábí jihokorejská automobilka Hyundai. V nabídce značky je Tucson umístěn pod modelem Santa Fe a nad modely Kona a Creta. Je pojmenován podle města Tucson v Arizoně. Druhá generace modelu se na několika trzích, včetně Evropy, Austrálie a Číny, prodávala jako Hyundai ix35, než se třetí generace vrátila k názvu Tucson.
Tucson je nejprodávanějším modelem SUV značky Hyundai, kterého se od roku 2004, kdy byl uveden na trh, prodalo celosvětově více než 7 milionů kusů. Z toho 1,4 milionu kusů bylo prodáno v Evropě. Podle údajů společnosti JATO Dynamics, globálního dodavatele obchodních informací pro automobilový průmysl, se Tucson stal v roce 2022 nejprodávanějším vozem v segmentu kompaktních SUV v Evropě s počtem 150 803 registrovaných kusů.

## První generace (JM; 2004)
První generace modelu Tucson byla uvedena na trh v roce 2004 poté, co bylo v listopadu 2003 oznámeno její jméno. Tucson byl koncipován jako menší alternativa k modelu Santa Fe a sdílel platformu založenou na modelu Hyundai Elantra s druhou generací modelu Kia Sportage.

### Změny v průběhu let

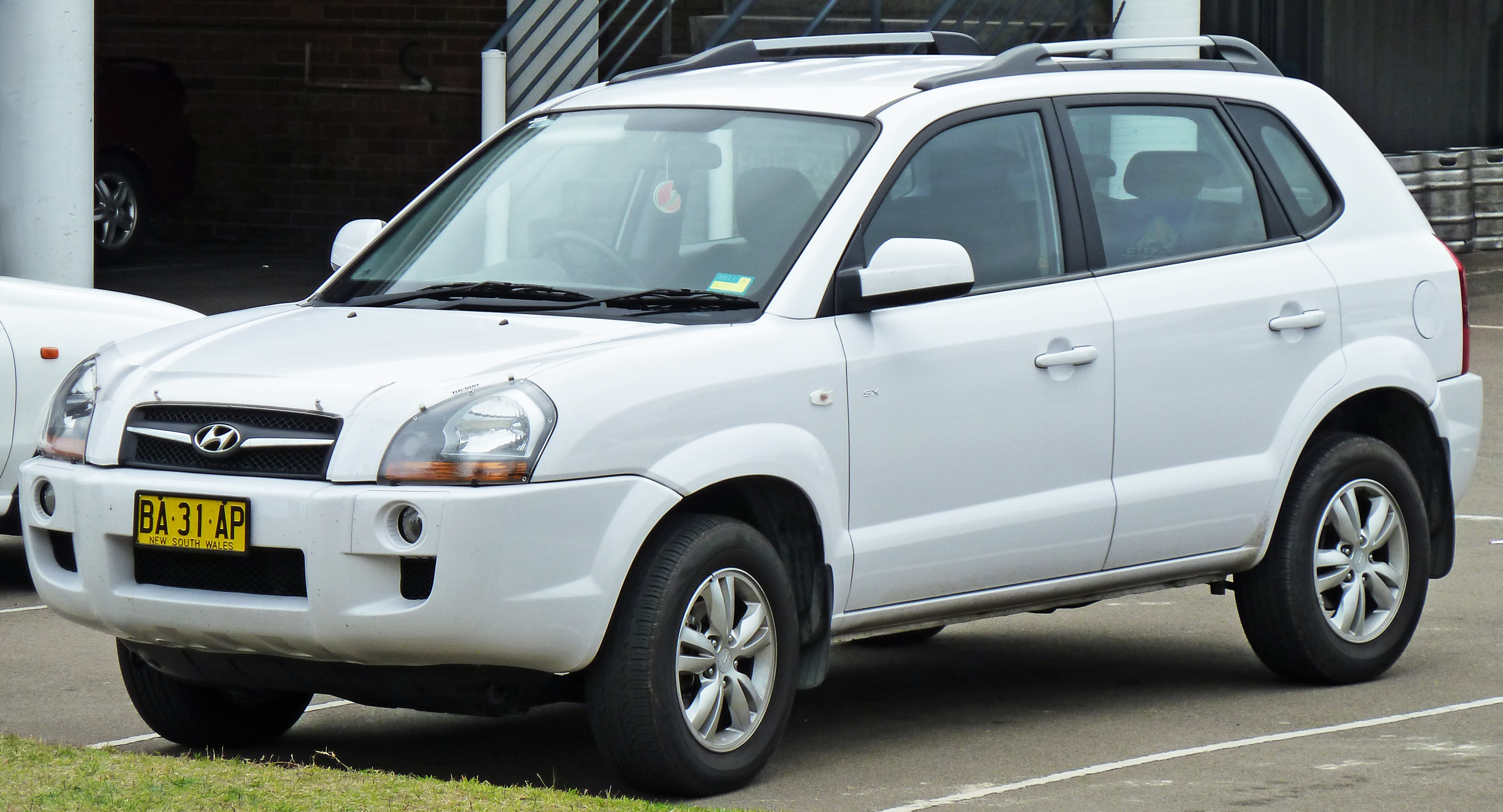
Hyundai Tucson City SX (Austrálie; facelift)

Změny pro rok 2006 byly minimální. Z verze LX se stala verze Limited a dostala barevné obložení, automatickou klimatizaci a výkonný zvukový systém. Verze GLS si zachovala šedé obložení, ale na obložení předních dveří již není nápis "HYUNDAI". Model GLS dostal také vylepšená látková sedadla s možností vyhřívání. GLS i Limited dostaly přepracovaná kola z lehkých slitin. Základní model GL zůstal beze změny.
Změny pro rok 2007 byly rovněž minimální. Výbavy GL a GLS byly přejmenovány na GLS a SE, aby odpovídaly standardu všech nových vozů Hyundai. Model SE je vybaven sportovně-užitkovým nosičem, má pohon všech kol a šestiválcový motor.
V roce 2009 se Tucsony dočkaly drobných restylingových a výbavových změn.

### Tucson FCEV

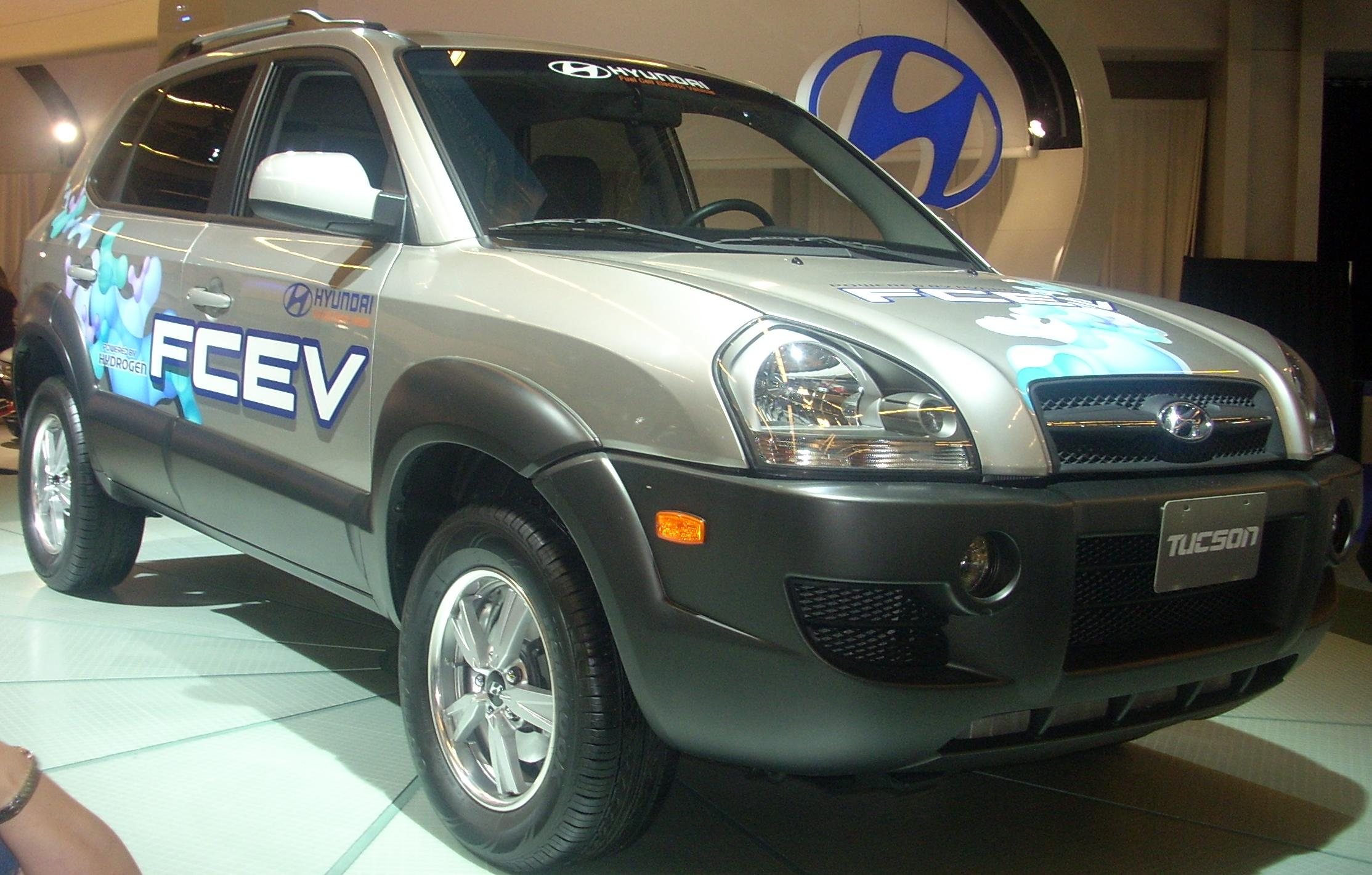
Hyundai Tucson FCEV

Tucson Fuel Cell Electric Vehicle (FCEV) je testovací vozidlo s palivovými články druhé generace vodíkových palivových článků Hyundai. Vozidlo obsahuje elektromotor o výkonu 80 kW od společnosti Enova Systems z Torrance v Kalifornii, palivové články UTC ze South Windsor v Connecticutu, 152V baterii vyvinutou společně společnostmi Hyundai Motor Co. a LG Chem v Soulu v Koreji a 152 litrové nádrže na vodík vyvinuté společností Dynetek Industries z Calgary v kanadské Albertě. Vozidlo má dojezd 300 km (186,4 mil) a maximální rychlost 150 km/h (93 mph).
Vozidlo bylo představeno na autosalonu v Los Angeles v roce 2005 a v roce 2008 absolvovalo cestu dlouhou 4 300 mil (6 900 km) v rámci projektu Hydrogen Road Tour.
V Japonsku se Hyundai Tucson do listopadu 2009 prodával pod názvem Hyundai JM.
V Brazílii se Hyundai Tucson vyráběl od října 2009 do druhé poloviny roku 2018, zpočátku ve výbavových stupních GL a GLS - první z nich byl k dispozici pouze se čtyřválcovým motorem 2,0 l a možností volby mezi pětistupňovou manuální převodovkou a čtyřstupňovou automatickou převodovkou, druhý nabízel kromě čtyřválce 2,0 l i motor 2,7 l V6, oba spřažené výhradně se čtyřstupňovou automatickou převodovkou. 
Faceliftovanou verzi první generace exkluzivně pro Čínu vyráběl pekingský Hyundai. Druhá generace modelu Tucson byla v Číně a Brazílii přejmenována na ix35 a později se stala samostatným modelem, zatímco jméno Tucson se vrátilo s uvedením třetí generace.

## Druhá generace (LM; 2009)

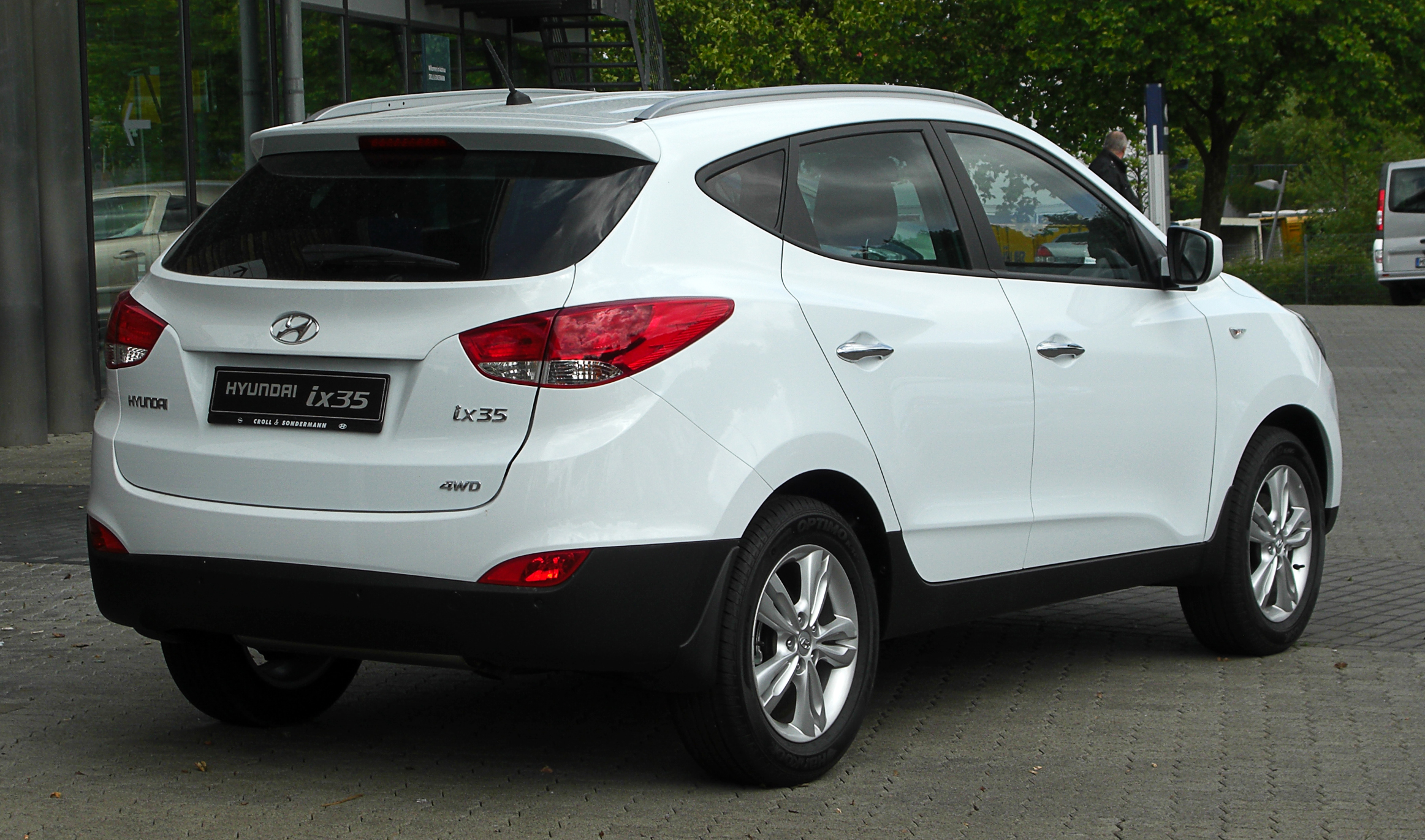
Pohled zezadu (pre-facelift)

Na většině trhů mimo Jižní Koreu a Severní Ameriku byl název Hyundai Tucson (v Koreji známý také jako "Hyundai Tucson ix") nahrazen názvem Hyundai ix35. Vozidla prodávaná v Severní Americe a několika dalších regionech se nadále nazývala Tucson. Model ix35 byl představen na frankfurtském autosalonu v roce 2009. Uvádělo se, že došlo k modernizaci výkonu, spotřeby paliva, komfortu a bezpečnostních prvků. Vůz známý pod projektovým názvem LM byl vyvíjen 36 měsíců a jeho vývoj vyšel na 280 miliard wonů (přibližně 225 milionů USD).
Styl ix35 údajně vycházel z konceptu Hyundai ix-onic. Model ix35 vytvořil designér Hyundai Cha Il-Hoei v roce 2007 pod vedením bývalého designéra BMW Thomase Bürkleho v designérském studiu Hyundai v německém Rüsselsheimu a navazuje na stylistický jazyk společnosti, prodávaný jako "fluidní skulptura". Kompaktní crossover má rozmáchlé linie připomínající kupé, působí dojmem prémiového vozu a je vybaven prvky, které nebyly k dispozici u jeho předchůdce.

### Facelift 2013
Faceliftovaný Tucson byl uveden na trh v Jižní Koreji 2. května 2013 a vycházel ze stylu modelu ix35 pro evropský trh s novou mřížkou chladiče, projektorovými světlomety, zadními světly, zaoblenými mlhovými světly a předním nárazníkem. Tento facelift byl v srpnu 2013 uveden také v Číně pod označením ix35 a na většině trhů mimo Jižní Koreu a Čínu se neuplatnil, zejména v Evropě, kde byly změněny pouze přední a zadní světlomety, a v Severní Americe a Austrálii, kde si zachoval styling před faceliftem, přičemž změněny byly pouze přední světlomety. Zatímco v Indonésii dostal Tucson v dubnu 2014 vlastní facelift vycházející z globálního stylingu modelu s novou mřížkou chladiče (podobně jako na jihokorejském a čínském trhu), projektorovými světlomety, zadními světly a mlhovkami.

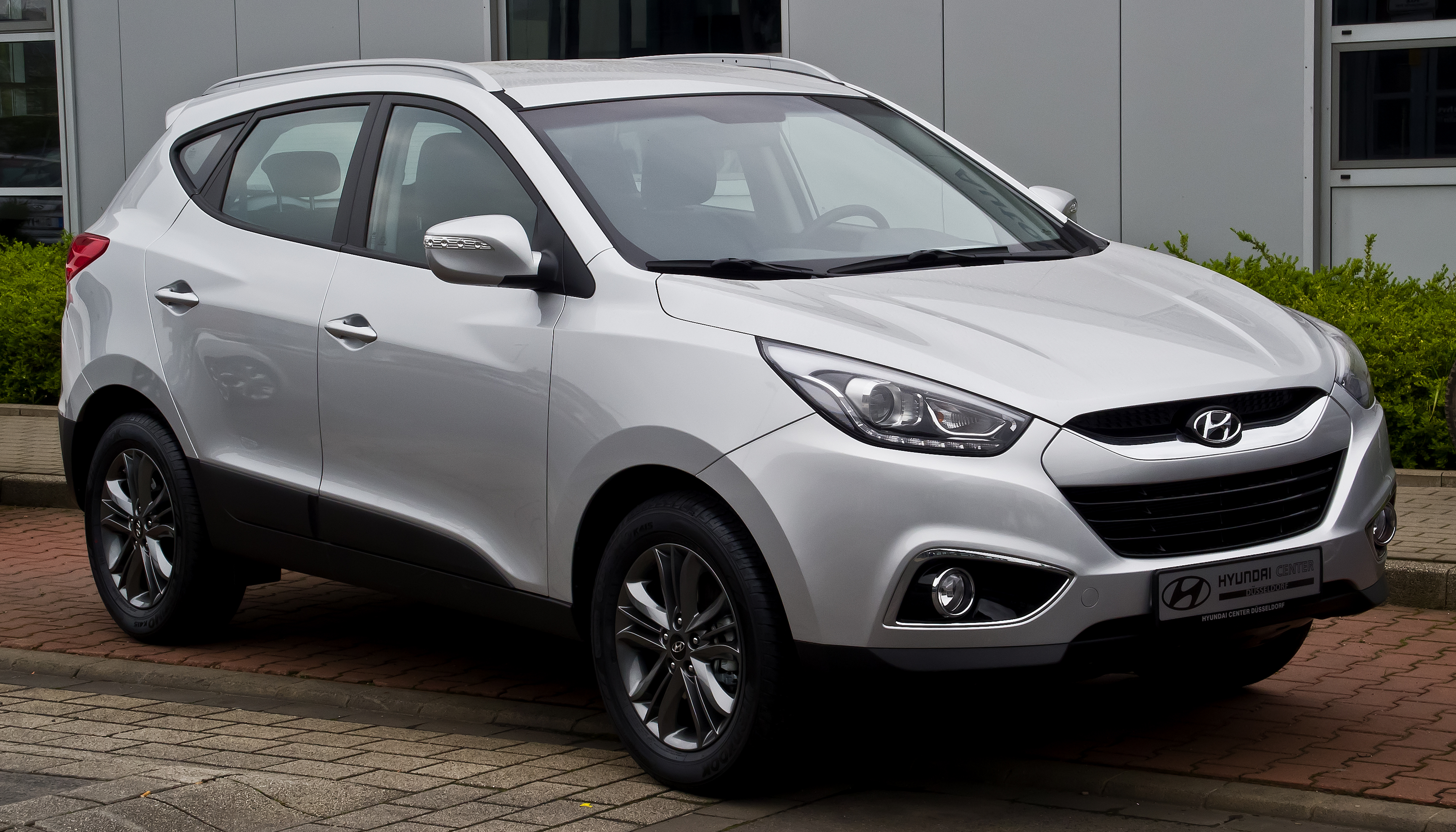
2014 Hyundai ix35 (Německo; facelift)
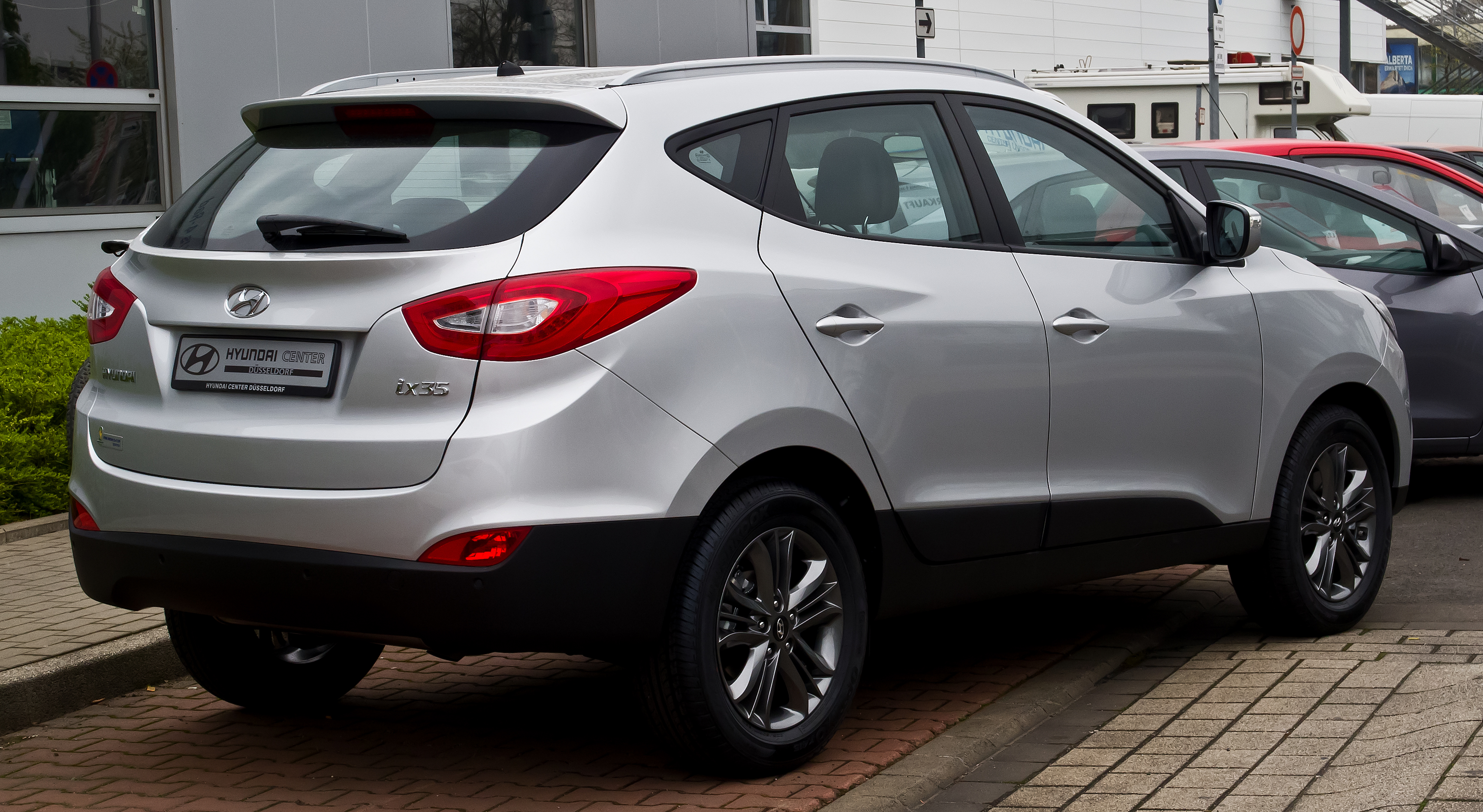
2014 Hyundai ix35 (Německo; facelift)

## Třetí generace (TL; 2015)
V únoru 2015 zveřejnila společnost Hyundai první podrobnosti o nové generaci modelu Tucson před oficiální premiérou crossoveru na Autosalonu Ženeva 3. března 2015. Tento model dorazil do showroomů ve druhé polovině roku 2015 jako modelový rok 2016. Od této generace Hyundai zrušil označení ix35 a celosvětově se vrátil k názvu Tucson.
Tucson třetí generace je o 65 mm delší a o 30 mm širší než jeho předchůdce, přičemž jezdí na o 30 mm delším rozvoru. Větší je také zadní úložný prostor, jehož objem na sedadlech vzrostl ze 465 na 513 litrů.
Od této generace jsou nabízeny bezpečnostní technologie, jako je varování před opuštěním jízdního pruhu, detekce mrtvého úhlu a automatické brzdění chodců a automobilů, spolu s dvouspojkovou automatickou převodovkou a vektorováním točivého momentu známým jako Hyundai Active Cornering Control.

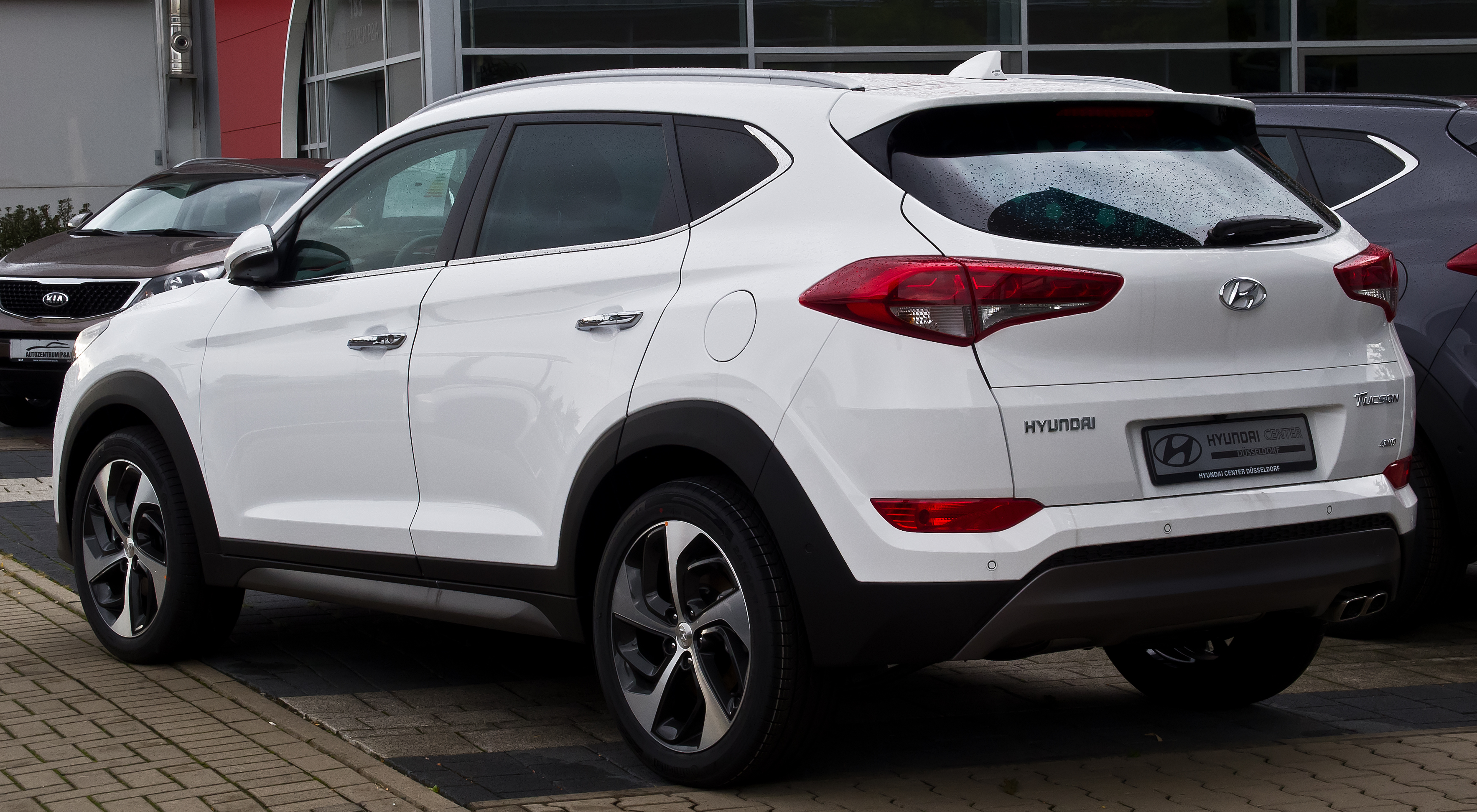
2015 Hyundai Tucson Premium (Německo; pre-facelift)
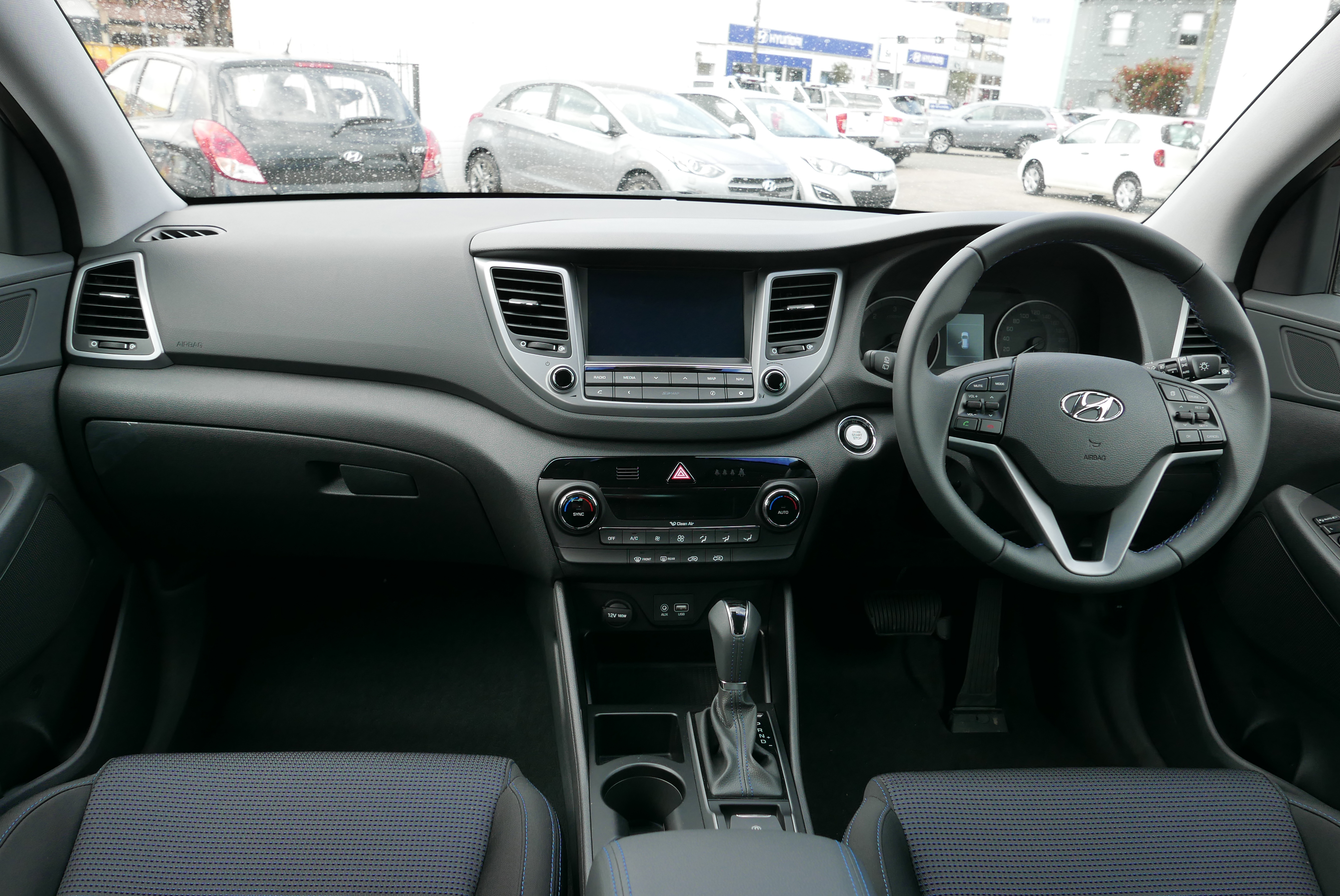
Interiér (pre-facelift)

### Facelift 2018
Tucson modelového roku 2019, který byl poprvé představen na mezinárodním autosalonu v New Yorku v roce 2018, prošel faceliftem a výraznými změnami v nabídce pohonných jednotek. Aktualizace exteriéru zahrnovaly novou kaskádovitou mřížku chladiče, přepracovaný design kapoty a zadních dveří, obdélníkové palivové dveře, nové designy ráfků a aktualizovaný design LED světlometů pro vyšší úrovně výbavy. Interiér se dočkal zásadní aktualizace, která zahrnovala nově navrženou palubní desku s nižšími středově umístěnými výdechy ventilace a vysoko umístěným displejem hlavní jednotky.
V Severní Americe je systém upozornění na pozornost řidiče (DAW) standardem pro všechny úrovně výbavy a asistent pro jízdu v jízdním pruhu (LKA) při vyjíždění/korekci a asistent pro odvrácení čelní kolize (FCA) jsou nyní rovněž standardem pro všechny úrovně výbavy. Byly vypuštěny možnosti manuální a dvouspojkové převodovky ve prospěch šestistupňové automatické převodovky Shiftronic používané v předchozím modelu. Motor Nu GDi o objemu 2,0 litru zůstává i nadále ve výbavových stupních SE a Value, ale u ostatních výbavových stupňů byl vypuštěn přeplňovaný motor I4 o objemu 1,6 litru a nahrazen přirozeně nasávaným motorem I4 GDi o objemu 2,4 litru, který dosahuje výkonu 181 k (184 k; 135 kW) při 6 000 ot/min a 175 lb⋅ft (237 N⋅m; 24,2 kg⋅m) při mírném snížení spotřeby paliva.

Na jaře 2019 začal Hyundai prodávat sportovnější variantu N-Line především na evropském trhu.

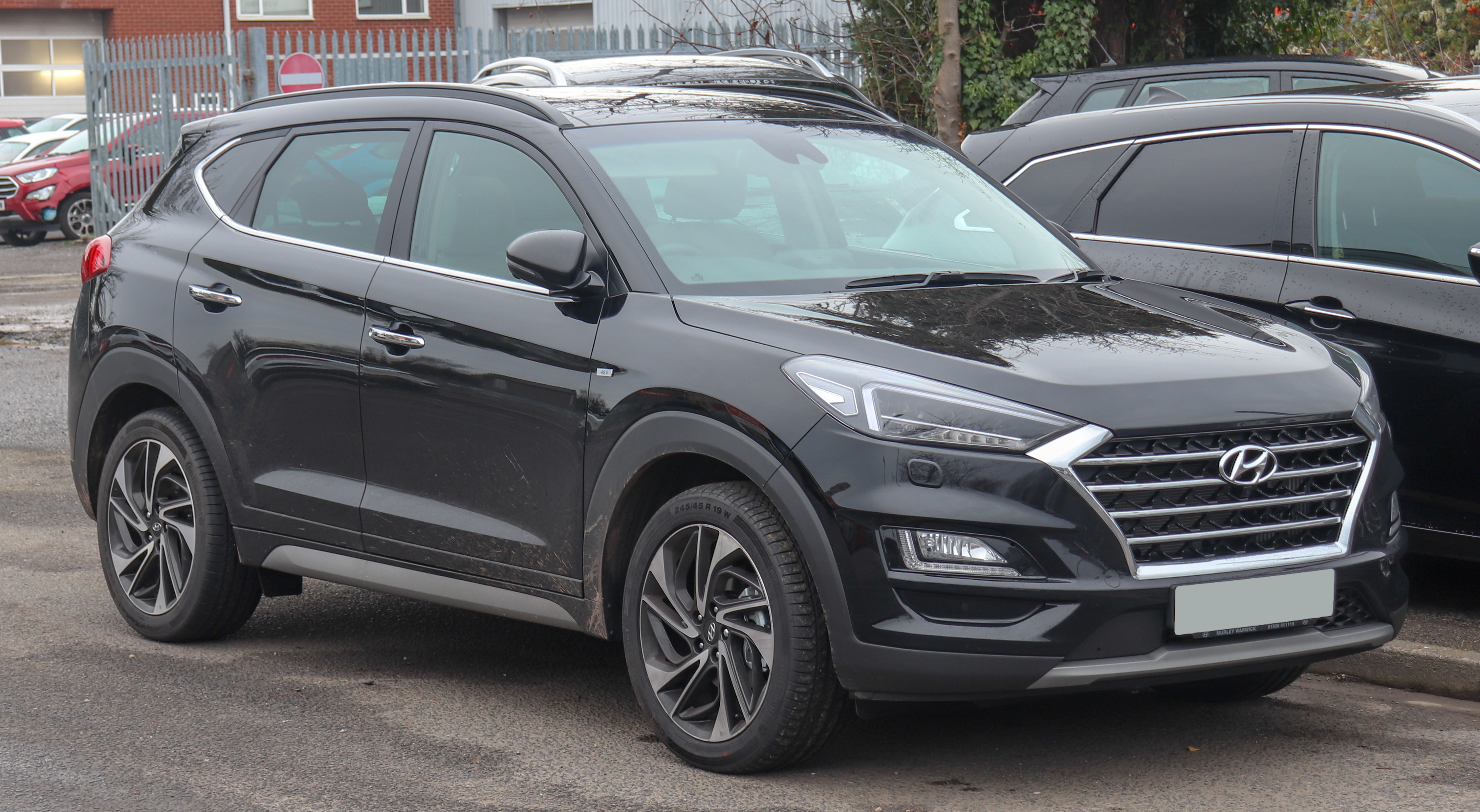
2018 Hyundai Tucson Premium SE (UK; facelift)
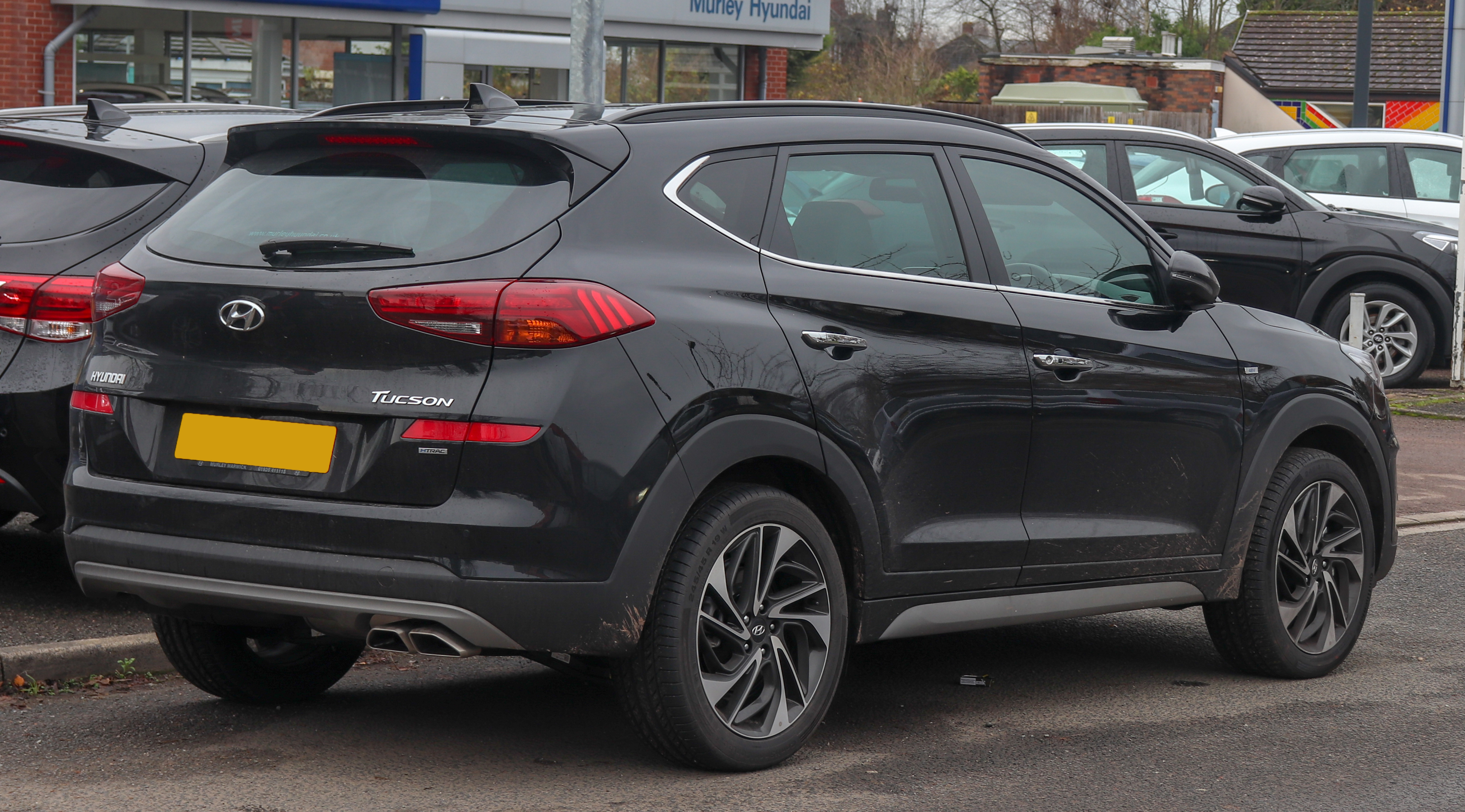
2018 Hyundai Tucson Premium SE (UK; facelift)
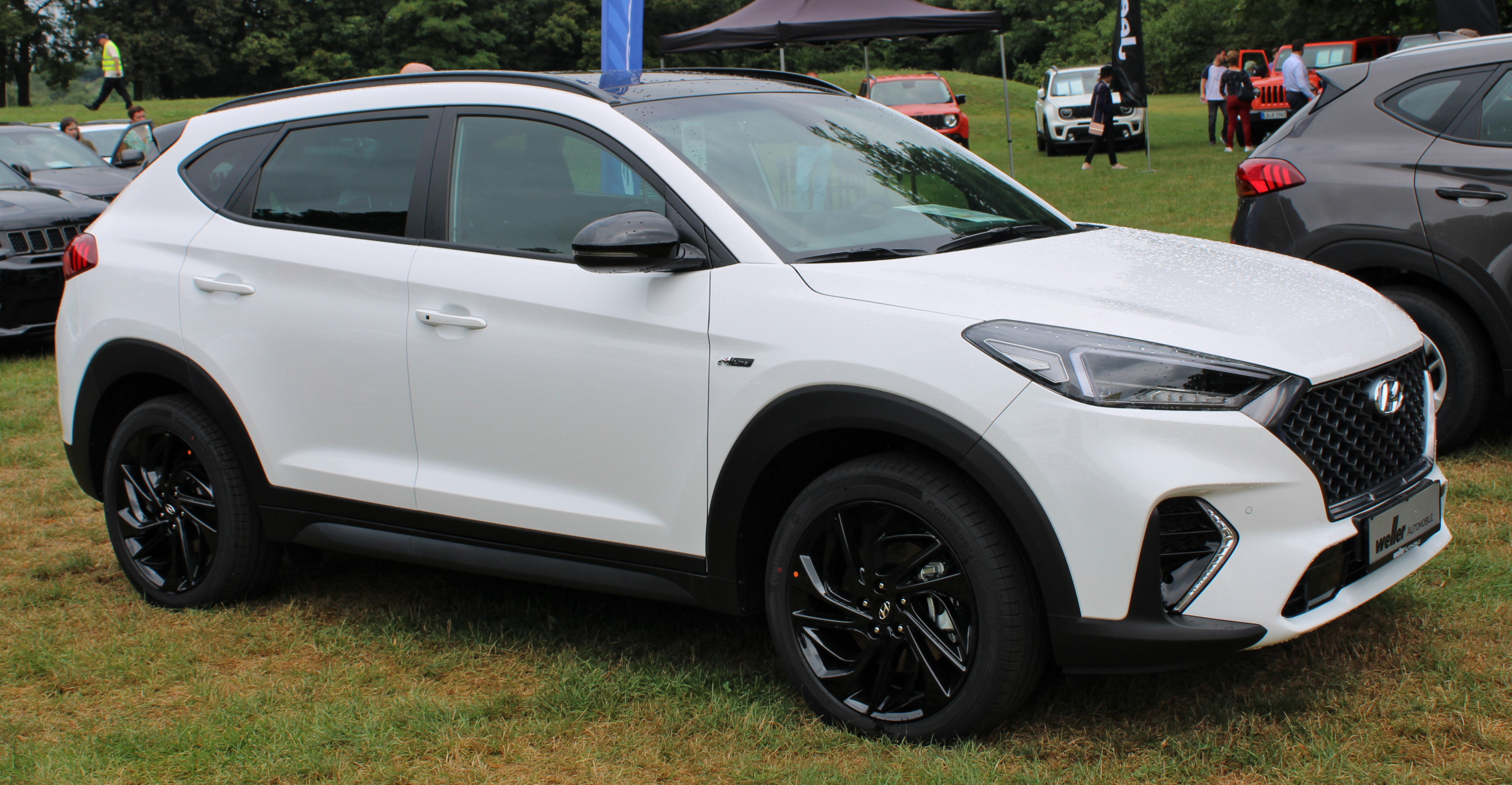
2019 Hyundai Tucson N-Line (Německo; facelift)
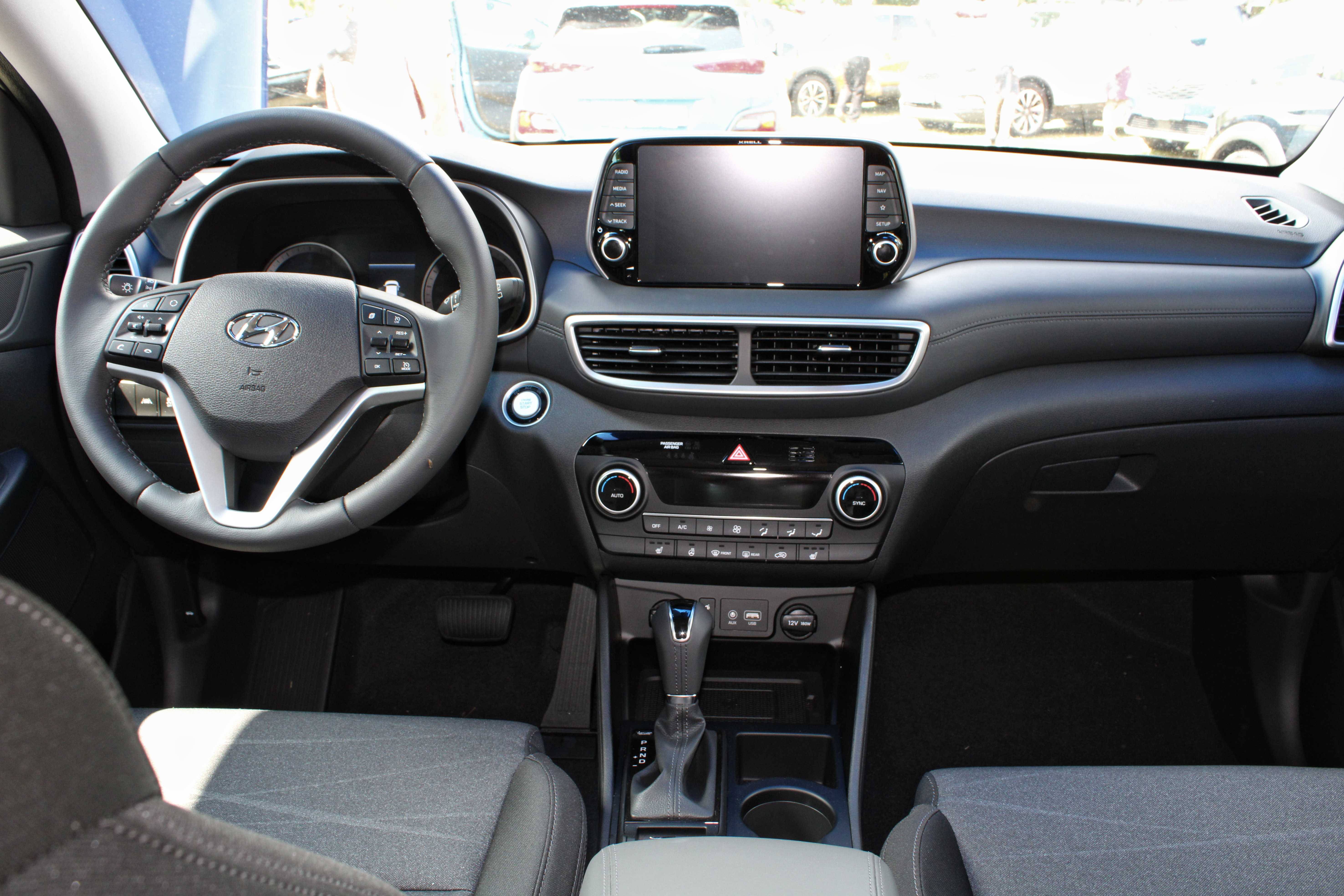
Interiér (facelift)

## Čtvrtá generace (NX4; 2020)
Čtvrtá generace modelu Tucson byla odhalena 14. září 2020. Zcela nový model se vyznačuje "šperkovou" mřížkou chladiče Hyundai, do jejíhož designu jsou integrována geometrická světla pro denní svícení. Designérský tým Hyundai pod vedením SangYup Lee, senior viceprezidenta a šéfa Hyundai Global Design Center, změnil podobu modelu Tucson s vypouklými blatníky, šikmými podběhy kol, rovnou linií střechy a krátkými převisy. Před uvedením na trh byl Tucson čtvrté generace předveden jako koncept Vision T Concept na autosalonu v Los Angeles 2019 v listopadu 2019.
Tucson čtvrté generace, který stojí na zkrácené verzi platformy N3 sdílené s větším modelem Santa Fe, je pro různé trhy nabízen se dvěma délkami rozvoru, aby vyhověl různým potřebám a očekáváním zákazníků v různých regionech: s krátkým rozvorem (2 680 mm (105,5 palce) a s dlouhým rozvorem (2 755 mm (108,5 palce)). Většina regionů mimo Evropu, Střední východ a Mexiko dostává verzi s dlouhým rozvorem. V Číně se Tucson čtvrté generace pouze s dlouhým rozvorem prodává jako Tucson L, aby se odlišil od staršího modelu.
V interiéru je nový Tucson vybaven volitelným plně digitálním přístrojovým štítem bez kapličky a čtyřramenným volantem. Jeho součástí je také vertikálně umístěný dvojitý 10,25palcový (260 mm) plně dotykový displej s kapacitními tlačítky. U verze s dlouhým rozvorem Hyundai uvedl, že objem zavazadlového prostoru poskytne 38,7 cm³ (1 096 l) využitelného prostoru.